# Wahlen (Odenwald)
Wahlen ist ein Ortsteil der Gemeinde Grasellenbach im südhessischen Landkreis Bergstraße. Der Ort ist ein staatlich anerkannter Erholungsort.

## Geographie
Der Ortsteil Wahlen liegt  376 m ü. NHN im Südosten des Gemeindegebiets, ca. 16 km östlich von Heppenheim und 2,9 km südöstlich der Gemeindeverwaltung in Hammelbach ist damit der am niedrigsten gelegene Ortsteil von Grasellenbach. Ortslage befindet sich auf 360 bis 416 m ü. NHN. Wahlen liegt im Odenwald, in der Talverzweigung am Zusammenfluss der beiden Quellflüsse, die für sich jeweils in Anspruch nehmen, der Oberlauf des Ulfenbachs zu sein, der in allgemeiner Nord-Süd-Richtung dem Neckar zufließt. Der westliche der beiden Quellflüsse ist auch unter dem Namen Hammelbach bekannt.  Das Gebiet des Ortsteils besteht aus der Gemarkung Wahlen mit einer Fläche von 379 Hektar, davon sind 131 Hektar Wald. In der Gemarkung liegen die folgenden aktuellen bzw. historischen Siedlungsplätze:
- Burg Waldau: Die ehemalige Wasserburg am Südrand des Dorfes ist nicht mehr erhalten.[4]
- Windhof[5]

An den Ortsteil Wahlen grenzen, von Norden beginnend, im Uhrzeigersinn, der Ortsteil Gras-Ellenbach, im Osten der Mossautaler Ortsteil Güttersbach, im Süden der Ortsteil Affolterbach der Gemeinde Wald-Michelbach und im Süden der Ortsteil Scharbach.

## Geschichte

### Ortsgeschichte
Eine erste erhalten gebliebene urkundliche Erwähnung als Waldau datiert von 1359 in den Regesten der Pfalzgrafschaft bei Rhein, als Pfalzgraf Ruprecht I. den Verkauf von Wahlen (Waldau), Scharbach (Scharpach) und Gras-Ellenbach (Ellenbach) durch Hartmud von Cronberg an Rudolf von Beckingen bewilligte.
Einst stand am südwestlichen Ortsrand die Burg Waldau, eine Wasserburg. Sie entstand wohl im 12./13. Jahrhundert und war als Lehen des Klosters Lorsch im Besitz einer Adelsfamilie von Waldau, die anscheinend im 13. Jahrhundert ausstarb. Berthold von Waldau wurde 1255 urkundlich genannt. Nach der Auflösung des Klosterbesitzes scheinen 1232 die Pfalzgrafen als Landesherren in den Besitz von Waldau gekommen zu sein. 1423 wurde die Burg letztmals erwähnt.
Später war Wahlen im Besitz der Kreisen von Lindenfels, die es 1439 wieder an die Kurpfalz verkauften.
Während der Reformation wurde der Ort vorwiegend evangelisch und gehörte als Filialdorf zur reformierten Pfarrei Waldmichelbach. Am Ende des Dreißigjährigen Kriegs (1648) dürfte der Ort wie viele Gebiete der Kurpfalz fast menschenleer gewesen sein. Nach dem verheerenden Krieg betrieb die Kurpfalz auf ihrem Gebiet eine durch religiöse Toleranz geprägte Wiederansiedlungspolitik. Doch die in der unruhigen Folgezeit ausbrechenden Kriege wie der Pfälzische Erbfolgekrieg (1688–1697) und der Spanische Erbfolgekrieg (1701–1714) machten viele der Bemühungen wieder zunichte und Zehntausende Pfälzer emigrierten u. a. nach Nordamerika und Preußen.
Auch in religiöser Hinsicht war die Zeit nach dem Dreißigjährigen Krieg von großer Unruhe geprägt. 1685 starb die reformierte Linie Pfalz-Simmern aus und die katholischen Vettern der Linie Pfalz-Neuburg traten mit Kurfürst Philipp Wilhelm die Regierung in der Kurpfalz an. Dieser ordnete die Gleichstellung des katholischen Glaubens, in der mehrheitlich evangelisch bevölkerten Pfalz, an. Schon während des Pfälzischen Erbfolgekriegs hatte Frankreich versucht, in den eroberten Gebieten die Gegenreformation voranzutreiben, und etliche katholische Pfarreien gegründet. Der Krieg endete 1697 mit dem Frieden von Rijswijk, der die Stellung des zu diesem Zeitpunkt regierenden katholischen Kurfürsten Johann Wilhelm stärkte. Dies führte am 26. Oktober 1698 zum Erlass des Simultaneum. Danach waren die Katholiken berechtigt, alle reformierten Einrichtungen wie Kirchen, Schulen und Friedhöfe mitzunutzen, während dies umgekehrt nicht erlaubt wurde. Weiterhin wurde die bis dahin selbständige reformierte Kirchenverwaltung dem Landesherren unterstellt. Erst auf Betreiben Preußens kam es 1705 zur sogenannten Pfälzische Kirchenteilung, in der das Simultaneum rückgängig gemacht wurde, und die Kirchen im Land wurden mitsamt Pfarrhäusern und Schulen zwischen den Reformierten und den Katholiken im Verhältnis fünf zu zwei aufgeteilt. Sonderregelungen gab es für die drei Hauptstädte Heidelberg, Mannheim und Frankenthal sowie die Oberamtsstädte Alzey, Kaiserslautern, Oppenheim, Bacharach und Weinheim. In den Städten mit zwei Kirchen sollte die eine den Protestanten und die andere den Katholiken zufallen; in den anderen, wo nur eine Kirche bestand, sollte der Chor vom Langhaus durch eine Mauer geschieden, und jener den Katholiken, dieses den Protestanten eingeräumt werden. Den Lutheranern wurden nur jene Kirchen zugestanden, die sie im Jahr 1624 besaßen oder danach gebaut hatten.
Unter Pfälzer Herrschaft gehörte der Ort bis 1803 zur Eicher- oder Hammelbach-Zent des Oberamts Lindenfels und kam dann infolge des Reichsdeputationshauptschlusses, der die Auflösung der Kurpfalz verfügte, an die Landgrafschaft Hessen-Darmstadt. Dort wurde er ab 1821 durch den Landratsbezirk Lindenfels verwaltet, wobei die Bürgermeisterei in Affolterbach auch für Kocherbach, Unter-Scharbach und Wahlen zuständig war. Über mehrere Verwaltungsreformen in Hessen-Darmstadt gelangte der Ort schließlich 1938 zum heutigen Landkreis Bergstraße.
Von 1901 bis 1983 war Wahlen der Endpunkt der Überwaldbahn. Nach Stilllegung der Strecke wurden die Gleise 1985 abgebaut.
Zum 31. Dezember 1971 schlossen sich im Rahmen der Gebietsreform in Hessen die bis dahin selbstständigen Gemeinden Wahlen, Hammelbach und Gras-Ellenbach zur neuen Gemeinde Grasellenbach zusammen.

### Staats- und Verwaltungsgeschichte
Wahlen entstand im Gebiet der ehemaligen Mark Heppenheim, einem Verwaltungsbezirk des Frankenreichs. Am 20. Januar 773 schenkte Karl der Große den Ort Heppenheim nebst der ausgedehnten Mark Heppenheim dem Reichskloster Lorsch. Von dort wurde die Urbarmachung und Besiedlung des Gebietes betrieben. Der Blütezeit des Klosters Lorsch, in dessen Gebiet Wahlen lag, folgte im 11. und 12. Jahrhundert sein Niedergang. 1232 wurde Lorsch dem Erzbistum Mainz unterstellt. Nach langen Streitigkeiten konnten sich die Kurpfalz und das Erzbistum Mainz Anfang des 14. Jahrhunderts über das Erbe aus dem Lorscher Abtei einigen und die Pfälzer Teile wurden durch die Amtsvogtei Lindenfels verwaltet.
Die früheste bekannte urkundliche Erwähnung von Wahlen erfolgte 1359, als Pfalzgraf Ruprecht I. den Verkauf von Wahlen (Waldau), Scharbach (Scharpach) und Gras-Ellenbach (Ellenbach) durch Hartmud von Cronberg an Rudolf von Beckingen bewilligte. Danach kam Wahlen in den Besitz der Kreisen von Lindenfels, die es 1423 an den Pfalzgrafen Ludwig III. verkauften. Weitere Erwähnung fand der Ort 1439, als Wahlen, Scharbach und Gras-Ellenbach zu 140 fl. pfälzische Landschatzung herangezogen wurden. 1488 hatte die Kurpfalz „Hauptrecht, Frevel, Unfel, Atzung, Gebot und Verbot“ über Wahlen. Der Pfalzgraf hatte zwei Drittel des großen und kleinen Zehnten. 1568 hatten Wahlen, Gras-Ellenbach und Nieder-Scharbach ein Niedergericht, das viermal im Jahr vom Zentgrafen, der auch Schultheiß war, gehalten wurde. Vom großen und kleinen Zehnten bezog die kurpfälzische Hofkammer zwei Drittel und die Propstei des ehemaligen Klosters Lorsch ein Drittel.
1613 ist belegt, dass das genannte Niedergericht zur Eicher- bzw. Hammelbacher-Zent gehörte, wo Kurpfalz viermal jährlich ein offenes Rugegericht hielt. Die Zehntverhältnisse waren die gleichen wie 1568.
In den Anfängen der Reformation sympathisierten die pfälzischen Herrscher offen mit dem lutherischen Glauben, aber erst unter Ottheinrich (Kurfürst von 1556 bis 1559) erfolgte der offizielle Übergang zur lutherischen Lehre. Danach wechselten seine Nachfolger und gezwungenermaßen auch die Bevölkerung mehrfach zwischen der lutherischen, reformierten und calvinistischen Religion. Wahlen wurde Filialdorf der reformierten Pfarrei Wald-Michelbach.
Weitere Belege über Wahlen ergeben für das Jahr 1613, dass der Ort sechs Huben und an Leibeigenen, fünf Männer und fünf Frauen hatte. Nach dem Verzeichnis von 1784 befanden sich damals in 16 Wohnstätten 24 Familien mit 124 Seelen sowie eine Mühle im Dorf. Die Gemarkung bestand aus 197 Morgen Äckern, 92 Morgen Wiesen, 2 Morgen Gärten, 100 Morgen Weide, und 61 Morgen Wald. Es gab einen kurfürstlichen Förster, der sowohl über diese, als auch über alle anderen Waldungen der Zent Wald-Michelbach und der Zent Hammelbach die Aufsicht hatte. Vom Zehnten bezog Kurpfalz zwei Drittel und die Kurmainzische Hofkammer, noch aus der Zeit des Klosters Lorsch, ein Drittel.
Bis 1737 unterstand das Amt Lindenfels dem Oberamt Heidelberg, danach wurde Lindenfels ein Oberamt. Wahlen war innerhalb des Amtes Lindenfels Teil der Zent Hammelbach (auch Eicher, Affolderbacher oder Wahlheimer Zent genannt).
Infolge der Napoleonischen Kriege wurde das Heilige Römische Reich (Deutscher Nation) durch den Reichsdeputationshauptschluss von 1803 neu geordnet und hörte mit der Niederlegung der Reichskrone am 6. August 1806 auf zu bestehen. Durch diese Neuordnung und die Auflösung der Kurpfalz kam das Oberamt Lindenfels und mit ihm Wahlen zur Landgrafschaft Hessen-Darmstadt, die 1806 in dem ebenfalls auf Druck Napoleons gebildeten Großherzogtum Hessen aufging. Als das Oberamt Lindenfels 1803 zu Hessen kam, wurde es zunächst als hessische Amtsvogtei weitergeführt. Ab 1812 gehörte Wahlen dann zur Amtsvogtei Fürth. Nach der endgültigen Niederlage Napoléons regelte der Wiener Kongress 1814/15 auch die territorialen Verhältnisse für Hessen. Daraufhin wurden 1816 im Großherzogtum Provinzen gebildet. Dabei wurde das vorher als „Fürstentum Starkenburg“ bezeichnete Gebiet, das aus den südlich des Mains gelegenen alten hessischen und den ab 1803 hinzugekommenen rechtsrheinischen Territorien bestand, in „Provinz Starkenburg“ umbenannt.
1821 wurden im Rahmen einer umfassenden Verwaltungsreform die Amtsvogteien in den Provinzen Starkenburg und Oberhessen des Großherzogtums aufgelöst und Landratsbezirke eingeführt, wobei Wahlen zum Landratsbezirk Lindenfels kam. Im Rahmen dieser Reform wurden auch Landgerichte geschaffen, die unabhängig von der Verwaltung waren. Ihre Gerichtsbezirke entsprachen in ihrem Umfang den Landratsbezirken. Für den Landratsbezirk Lindenfels war das Landgericht Fürth als Gericht erster Instanz zuständig. Diese Reform ordnete auch die Verwaltung auf Gemeindeebene neu. So war die Bürgermeisterei in Affolterbach auch für Kocherbach, Unterscharbach und Wahlen zuständig. Entsprechend der Gemeindeverordnung vom 30. Juni 1821 gab es keine Einsetzungen von Schultheißen mehr, sondern einen gewählten Ortsvorstand, der  aus Bürgermeister, Beigeordneten und Gemeinderat bestand.
1832 wurden die Verwaltungseinheiten weiter vergrößert und es wurden Kreise geschaffen. Nach der am 20. August 1832 bekanntgegebenen Neugliederung sollte es in Süd-Starkenburg künftig nur noch die Kreise Bensheim und Lindenfels geben; der Landratsbezirk von Heppenheim sollte in den Kreis Bensheim fallen. Noch vor dem Inkrafttreten der Verordnung zum 15. Oktober 1832 wurde diese aber dahingehend revidiert, dass statt des Kreises Lindenfels neben dem Kreis Bensheim der Kreis Heppenheim als zweiter Kreis gebildet wurde, zu dem jetzt Wahlen gehörte.
Infolge der Märzrevolution 1848 wurden mit dem „Gesetz über die Verhältnisse der Standesherren und adeligen Gerichtsherren“ vom 15. April 1848 die standesherrlichen Sonderrechte endgültig aufgehoben. Darüber hinaus wurden in den Provinzen, die Kreise und die Landratsbezirke des Großherzogtums am 31. Juli 1848 abgeschafft und durch „Regierungsbezirke“ ersetzt, wobei die bisherigen Kreise Bensheim und Heppenheim zum Regierungsbezirk Heppenheim vereinigt wurden. Bereits vier Jahre später, im Laufe der Reaktionsära, kehrte man aber zur Einteilung in Kreise zurück und Wahlen wurde Teil des neu geschaffenen Kreises Lindenfels.
Die im Dezember 1852 aufgenommenen Bevölkerungs- und Katasterlisten ergaben für Wahlen: Ein reformatorisches und katholische Filialdorf mit 339 Einwohnern. Die Gemarkung besteht aus 1118 Morgen, davon 378 Morgen Ackerland, 218 Morgen Wiesen und 494 Morgen Wald.
In den Statistiken des Großherzogtums Hessen wurden, bezogen auf Dezember 1867, für das Filialdorf Wahlen mit eigener Bürgermeisterei, 39 Häuser, 308 Einwohnern, der Kreis Lindenfels, das Landgericht Wald-Michelbach, die evangelische reformierte Pfarrei Wald-Michelbach des Dekanats Lindenfels und die katholische Pfarrei Wald-Michelbach des Dekanats Heppenheim, angegeben. Die Bürgermeisterei in Wahlen war außerdem für den Wohnplatz Am Kochertsberg (ein Haus, 8 Einw.) zuständig.
Nachdem das Großherzogtum Hessen ab 1871 Teil des Deutschen Reiches geworden war, wurde 1874 eine Anzahl von Verwaltungsreformen beschlossen. So wurden die landesständige Geschäftsordnung sowie die Verwaltung der Kreise und Provinzen durch Kreis- und Provinzialtage geregelt. Die Neuregelung trat am 12. Juli 1874 in Kraft und verfügte auch die Auflösung der Kreise Lindenfels und Wimpfen und die Wiedereingliederung von Wahlen in den Kreis Heppenheim.
Zum 1. November 1938 trat eine umfassende Gebietsreform auf Kreisebene in Kraft. Der Kreis Bensheim wurde aufgelöst und zum größten Teil dem Kreis Heppenheim zugeschlagen. Der Kreis Heppenheim übernahm auch die Rechtsnachfolge des Kreises Bensheim und erhielt den neuen Namen Landkreis Bergstraße.
Im Jahr 1961 wurde die Gemarkungsgröße mit 280 davon 131 ha angegeben, davon waren 131 ha Wald.
Zum 31. Dezember 1971 schlossen sich im Zuge der Gebietsreform in Hessen die bis dahin selbstständigen Gemeinden Wahlen, Hammelbach und Gras-Ellenbach freiwillig zur neuen Gemeinde Grasellenbach zusammen. Ortsbezirke nach der Hessischen Gemeindeordnung wurden nicht errichtet.
Verwaltungsgeschichte im Überblick
Die folgende Liste zeigt die Staaten und Verwaltungseinheiten, denen Wahlen angehört(e):
- vor 1737: Heiliges Römisches Reich, Pfalzgrafschaft bei Rhein, Oberamt Heidelberg, Amt Lindenfels, Zent Hammelbach
- ab 1737: Heiliges Römisches Reich, Pfalzgrafschaft bei Rhein, Oberamt Lindenfels, Zent Hammelbach
- ab 1777: Heiliges Römisches Reich, Kurfürstentum Pfalzbayern, Pfalzgrafschaft bei Rhein, Oberamt Lindenfels, Zent Hammelbach
- ab 1803: Heiliges Römisches Reich, Landgrafschaft Hessen-Darmstadt,[Anm. 2] Fürstentum Starkenburg, Amt Lindenfels
- ab 1806: Großherzogtum Hessen,[Anm. 3] Fürstentum Starkenburg, Amt Lindenfels
- ab 1812: Großherzogtum Hessen, Fürstentum Starkenburg, Amt Fürth
- ab 1815: Großherzogtum Hessen, Provinz Starkenburg, Amt Fürth
- ab 1821: Großherzogtum Hessen, Provinz Starkenburg, Landratsbezirk Lindenfels[Anm. 4]
- ab 1832: Großherzogtum Hessen, Provinz Starkenburg, Kreis Heppenheim
- ab 1848: Großherzogtum Hessen, Regierungsbezirk Heppenheim
- ab 1852: Großherzogtum Hessen, Provinz Starkenburg, Kreis Lindenfels
- ab 1871: Deutsches Reich, Großherzogtum Hessen, Provinz Starkenburg, Kreis Lindenfels
- ab 1874: Deutsches Reich, Großherzogtum Hessen, Provinz Starkenburg, Kreis Heppenheim
- ab 1918: Deutsches Reich, Volksstaat Hessen, Provinz Starkenburg, Kreis Heppenheim
- ab 1938: Deutsches Reich, Volksstaat Hessen, Landkreis Bergstraße[23][Anm. 5]
- ab 1945: Deutsches Reich, Amerikanische Besatzungszone,[Anm. 6] Groß-Hessen, Regierungsbezirk Darmstadt, Landkreis Bergstraße
- ab 1946: Deutsches Reich, Amerikanische Besatzungszone, Hessen, Regierungsbezirk Darmstadt, Landkreis Bergstraße
- ab 1949: Bundesrepublik Deutschland, Hessen, Regierungsbezirk Darmstadt, Landkreis Bergstraße
- ab 1972: Bundesrepublik Deutschland, Hessen, Regierungsbezirk Darmstadt, Landkreis Bergstraße, Gemeinde Grasellenbach

### Gerichtszugehörigkeit in Hessen
In der Landgrafschaft Hessen-Darmstadt wurde mit Ausführungsverordnung vom 9. Dezember 1803 das Gerichtswesen neu organisiert. Für das Fürstentum Starkenburg wurde das Hofgericht Darmstadt als Gericht der zweiten Instanz eingerichtet. Die Rechtsprechung der ersten Instanz wurde weiter durch Ämter, Standesherren und Patrimonialgerichte wahrgenommen. Für Wahlen war das Amt Fürth zuständig, ab 1813 dann das neu gebildete Justizamt in Fürth. Das Hofgericht war für normale bürgerliche Streitsachen Gericht der zweiten Instanz, für standesherrliche Familienrechtssachen und Kriminalfälle die erste Instanz. Übergeordnet war das Oberappellationsgericht Darmstadt.
Mit Einrichtung der Landgerichte im Großherzogtum Hessen war ab 1821 das Landgericht Fürth als Gericht erster Instanz für Wahlen zuständig. 1853 wurde aus dessen Gerichtsbezirk ein neuer Landgerichtsbezirk ausgegliedert, das Landgericht Waldmichelbach, zu dem nun auch Wahlen gehörte.
Anlässlich der Einführung des Gerichtsverfassungsgesetzes mit Wirkung vom 1. Oktober 1879, infolge derer die bisherigen großherzoglich hessischen Landgerichte durch Amtsgerichte an gleicher Stelle ersetzt wurden, während die neu geschaffenen Landgerichte nun als Obergerichte fungierten, wurde das Amtsgericht Wald-Michelbach im Bezirk des Landgerichts Darmstadt zuständig.
1943 wurde der Amtsgerichtsbezirk Wald-Michelbach kriegsbedingt vorübergehend aufgelöst, dem Amtsgericht Fürth zugeordnet und von dort als Zweigstelle geführt. Dies wurde nach dem Krieg wieder rückgängig gemacht. Zum 1. Juli 1968 wurde das Amtsgericht Wald-Michelbach aufgelöst, womit Wahlen wieder in die Zuständigkeit des Amtsgerichts Fürth kam.

### Historische Beschreibungen
Im Versuch einer vollständigen Geographisch-Historischen Beschreibung der Kurfürstl. Pfalz am Rheine findet sich 1786 über Wahlen:

„Wahlen. Ein Dörflein, zwo Stunden von LindenfelS südostwärts entlegen, hat zu Nachbaren gegen Osten die vorgedachte Ulvenhöfe; gegen Süd Affalterbach; gegen West Unter-Scharbach; gegen Norden folgende Dörflein Gros-Ellenbach. Wahlen hies vormals Waldau. Bernhard Kreiß von Lindenfels, Ritter, verkaufte dem Pfalzgrafen Ludwig III. im J. 1423 Waldau mit den Dörfern Scharbach und Gros-Ellenbach, samt ihren Gerichten, Herrschaften, Zehnten, Leuten, Gütern, armen Leuten, die er solcher Zeit gehabt, für siebenzehen hundert Gulden Rheinisch. Neben diesem Dorfe flieset die Ellenbach vorbei, und vereiniget sich nächst der Affalterbacher Gränze am sogenannten Steinwehre mit der daselbst ihren Anfang nehmenden Ulvenbach oder Ulvina. In jene Ellenbach fällt noch zuvor das Schwarzbächlein, weiches die am Orte befindliche Kameral-Erbbestandsmühle treibet, und in die Ulvendach ergieset sich dahier das Schaafbächlein.“

Die Statistisch-topographisch-historische Beschreibung des Großherzogthums Hessen berichtet 1829 über Wahlen:

„Wahlen (L. Bez. Lindenfels) kath. und reform. Filialdorf, liegt am Ulvenbach 2 St. von Lindenfels, hat 44 Häuser und 285 Einw., unter welchen sich 120 Reform. 123 Kath. und 42 Luth. befinden. Hier sind Ziegelhütten. – Bernhard Kreiß von Lindenfels verkaufte 1423 diesen Ort dem Pfalzgrafen Ludwig III und 1802 kam Wahlen an Hessen.“

Im Neuestes und gründlichstes alphabetisches Lexicon der sämmtlichen Ortschaften der deutschen Bundesstaaten von 1845 heißt es:

„Wahlen. — Dorf, zur reformirten und resp. katholischen Pfarrei Waldmichelbach gehörig. — 44 H. 285 (meistens kathol. und reformirte) Einw. — Großherzogthum Hessen. — Provinz Starkenburg. — Kreis Heppenheim. — Landgericht Fürth. — Hofgericht Darmstadt. — Das Dorf Wahlen, am Ulvenbach liegend, hat 1 Mühle und 2 Ziegeleien und ist im J. 1802 an Hessen übergegangen. Zu dem Dorfe gehörent Haus am Kochertsberg und 1 Haus am Bruchstall.“

## Bevölkerung

### Einwohnerentwicklung
Die folgenden Einwohnerzahlen sind dokumentiert:
| • 1613: | Leibeigene: 5 Männer und 5 Frauen          |
| • 1784: | 124 Seelen, 16 Wohnstätten mit 24 Familien |
| • 1806: | 167 Einwohner                              |
| • 1829: | 285 Einwohner, 44 Häuser                   |
| • 1867: | 316 Einwohner, 40 Häuser                   |

| Wahlen: Einwohnerzahlen von 1784 bis 2011 | Wahlen: Einwohnerzahlen von 1784 bis 2011 | Wahlen: Einwohnerzahlen von 1784 bis 2011 | Wahlen: Einwohnerzahlen von 1784 bis 2011 | Wahlen: Einwohnerzahlen von 1784 bis 2011 |
| --- | ----------------------------------------- | ----------------------------------------- | ----------------------------------------- | ----------------------------------------- |
| Jahr |                                           |                                           |                                           | Einwohner                                 |
| 1784 | 1784                                      |                                           | 126                                       | 126                                       |
| 1806 | 1806                                      |                                           | 167                                       | 167                                       |
| 1829 | 1829                                      |                                           | 285                                       | 285                                       |
| 1834 | 1834                                      |                                           | 343                                       | 343                                       |
| 1840 | 1840                                      |                                           | 380                                       | 380                                       |
| 1846 | 1846                                      |                                           | 409                                       | 409                                       |
| 1852 | 1852                                      |                                           | 339                                       | 339                                       |
| 1858 | 1858                                      |                                           | 367                                       | 367                                       |
| 1864 | 1864                                      |                                           | 338                                       | 338                                       |
| 1871 | 1871                                      |                                           | 331                                       | 331                                       |
| 1875 | 1875                                      |                                           | 311                                       | 311                                       |
| 1885 | 1885                                      |                                           | 290                                       | 290                                       |
| 1895 | 1895                                      |                                           | 247                                       | 247                                       |
| 1905 | 1905                                      |                                           | 302                                       | 302                                       |
| 1910 | 1910                                      |                                           | 305                                       | 305                                       |
| 1925 | 1925                                      |                                           | 285                                       | 285                                       |
| 1939 | 1939                                      |                                           | 378                                       | 378                                       |
| 1946 | 1946                                      |                                           | 592                                       | 592                                       |
| 1950 | 1950                                      |                                           | 559                                       | 559                                       |
| 1956 | 1956                                      |                                           | 497                                       | 497                                       |
| 1961 | 1961                                      |                                           | 553                                       | 553                                       |
| 1967 | 1967                                      |                                           | 650                                       | 650                                       |
| 1970 | 1970                                      |                                           | 721                                       | 721                                       |
| 1980 | 1980                                      |                                           | ?                                         | ?                                         |
| 1990 | 1990                                      |                                           | ?                                         | ?                                         |
| 2005 | 2005                                      |                                           | 890                                       | 890                                       |
| 2011 | 2011                                      |                                           | 915                                       | 915                                       |
| Datenquelle: Historisches Gemeindeverzeichnis für Hessen: Die Bevölkerung der Gemeinden 1834 bis 1967. Wiesbaden: Hessisches Statistisches Landesamt, 1968. Weitere Quellen: LAGIS; Gemeinde Grasellenbach; Zensus 2011 |                                           |                                           |                                           |                                           |

### Historische Religionszugehörigkeit
| • 1829: | 42 lutheranische (= 14,74 %), 120 reformierte (= 42,11 %) und 123 katholische (= 43,16 %) Einwohner |
| • 1961: | 282 evangelische (= 50,99 %), 261 katholische (= 47,20 %) Einwohner                                 |

## Verkehr
Wahlen ist ein Knotenpunkt für den Straßenverkehr im nördlichen Überwald. Hier mündet von Nordwesten aus dem Weschnitztal über Hammelbach kommend, die Landesstraße L 3346 in die Landesstraße L 3105 ein. Diese zweigt an der Wegscheide von der als Siegfriedstraße bekannten Bundesstraße 460 nach Süden ab, führt bei Gras-Ellenbach in das Ulfenbachtal hinab und erreicht über Wald-Michelbach schließlich Hirschhorn (Neckar).
Die Überwaldbahn wurde am 24. September 1983 stillgelegt und hier 1985 abgebaut.